# 東亞澤蘚
東亞澤蘚（学名：Philonotis turneriana）为珠蘚科澤蘚屬下的一个种。

## 扩展阅读
- 維基物種上的相關：東亞澤蘚